# Dienné
Ne doit pas être confondu avec Dienne.
Dienné est une commune du Centre-Ouest de la France, située dans le département de la Vienne en région Nouvelle-Aquitaine. Ses habitants sont appelés les Diennois.

## Géographie

### Climat
Pour des articles plus généraux, voir Climat de la Nouvelle-Aquitaine et Climat de la Vienne.
Historiquement, la commune est exposée à un climat océanique du nord-ouest.  
En 2020, Météo-France publie une typologie des climats de la France métropolitaine dans laquelle la commune est exposée à un climat océanique altéré et est dans la région climatique  Poitou-Charentes, caractérisée par un bon ensoleillement, particulièrement en été et des vents modérés.
Pour la période 1971-2000, la température annuelle moyenne est de 11,8 °C, avec une amplitude thermique annuelle de 14,7 °C. Le cumul annuel moyen de précipitations est de 772 mm, avec 11,3 jours de précipitations en janvier et 6,7 jours en juillet. Pour la période 1991-2020, la température moyenne annuelle observée sur la station météorologique la plus proche, située sur la commune de La Ferrière-Airoux à 17,9 km à vol d'oiseau, est de 12,4 °C et le cumul annuel moyen de précipitations est de 762,1 mm,. Pour l'avenir, les paramètres climatiques de la commune estimés pour 2050 selon différents scénarios d’émission de gaz à effet de serre sont consultables sur un site dédié publié par Météo-France en novembre 2022.

### Communes limitrophes
|        | Fleuré                   |           |
| Vernon | Dienné                   | Lhommaizé |
|        | Saint-Laurent-de-Jourdes |           |

## Urbanisme

### Typologie
Au 1er janvier 2024, Dienné est catégorisée commune rurale à habitat dispersé, selon la nouvelle grille communale de densité à sept niveaux définie par l'Insee en 2022.
Elle est située hors unité urbaine. Par ailleurs la commune fait partie de l'aire d'attraction de Poitiers, dont elle est une commune de la couronne,. Cette aire, qui regroupe 97 communes, est catégorisée dans les aires de 200 000 à moins de 700 000 habitants,.

### Occupation des sols
L'occupation des sols de la commune, telle qu'elle ressort de la base de données européenne d’occupation biophysique des sols Corine Land Cover (CLC), est marquée par l'importance des territoires agricoles (61,6 % en 2018), en diminution par rapport à 1990 (63,2 %). La répartition détaillée en 2018 est la suivante : 
terres arables (32,5 %), zones agricoles hétérogènes (29,1 %), forêts (28,8 %), milieux à végétation arbustive et/ou herbacée (5,8 %), zones urbanisées (2,3 %), espaces verts artificialisés, non agricoles (1,4 %). L'évolution de l’occupation des sols de la commune et de ses infrastructures peut être observée sur les différentes représentations cartographiques du territoire : la carte de Cassini (XVIIIe siècle), la carte d'état-major (1820-1866) et les cartes ou photos aériennes de l'IGN pour la période actuelle (1950 à aujourd'hui).

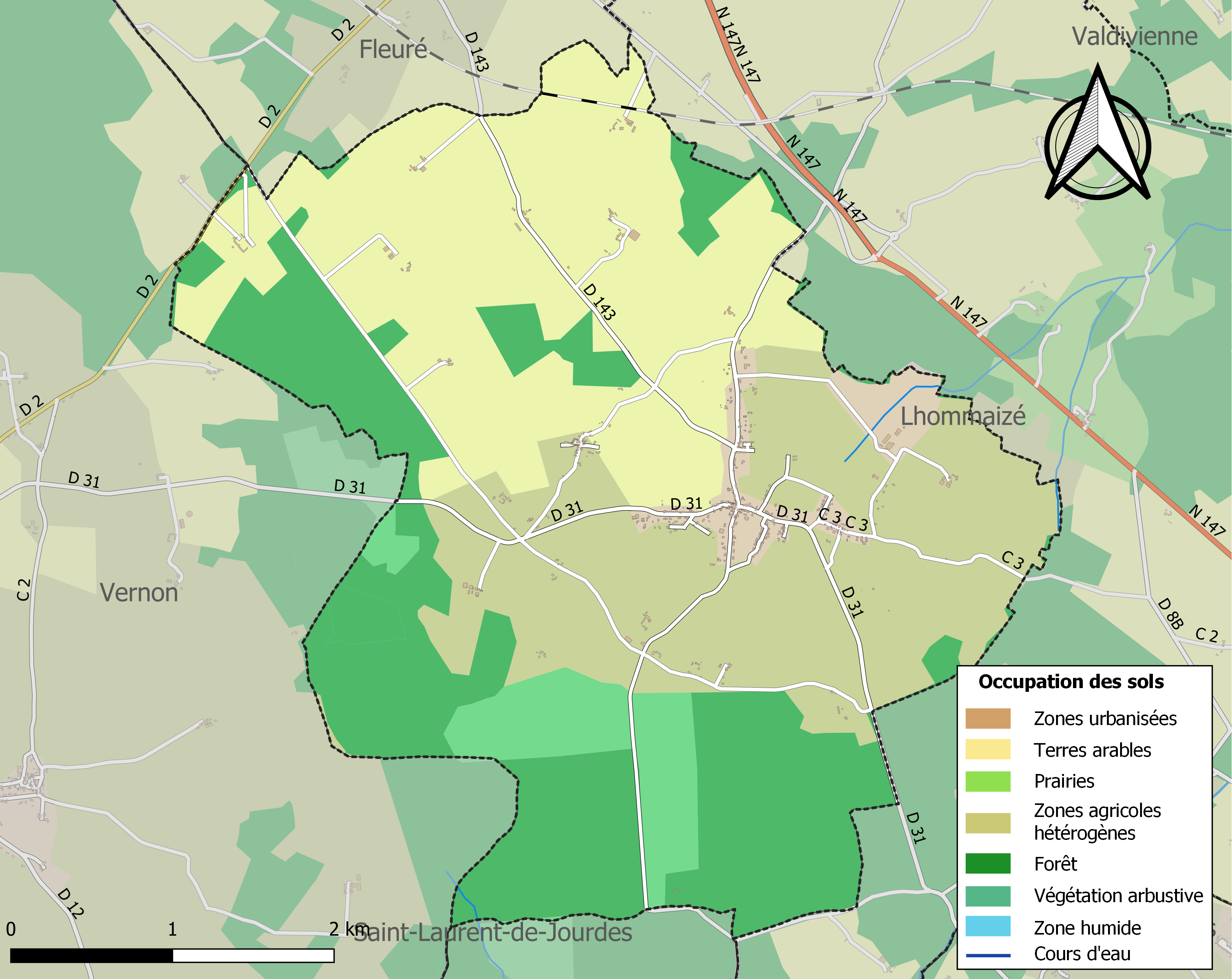
Carte des infrastructures et de l'occupation des sols de la commune en 2018 (CLC).

### Risques majeurs
Le territoire de la commune de Dienné est vulnérable à différents aléas naturels : météorologiques (tempête, orage, neige, grand froid, canicule ou sécheresse), feux de forêts, mouvements de terrains et séisme (sismicité modérée). Il est également exposé à deux risques technologiques,  le transport de matières dangereuses et le risque nucléaire. Un site publié par le BRGM permet d'évaluer simplement et rapidement les risques d'un bien localisé soit par son adresse soit par le numéro de sa parcelle.

#### Risques naturels
Dienné est exposée au risque de feu de forêt. En 2014, le deuxième plan départemental de protection des forêts contre les incendies (PDPFCI) a été adopté pour la période 2015-2024. Les obligations légales de débroussaillement dans le département sont définies dans un arrêté préfectoral du 29 mai 2015,, celles relatives à l'emploi du feu et au brûlage des déchets verts le sont dans un arrêté permanent du 24 mai 2015,.

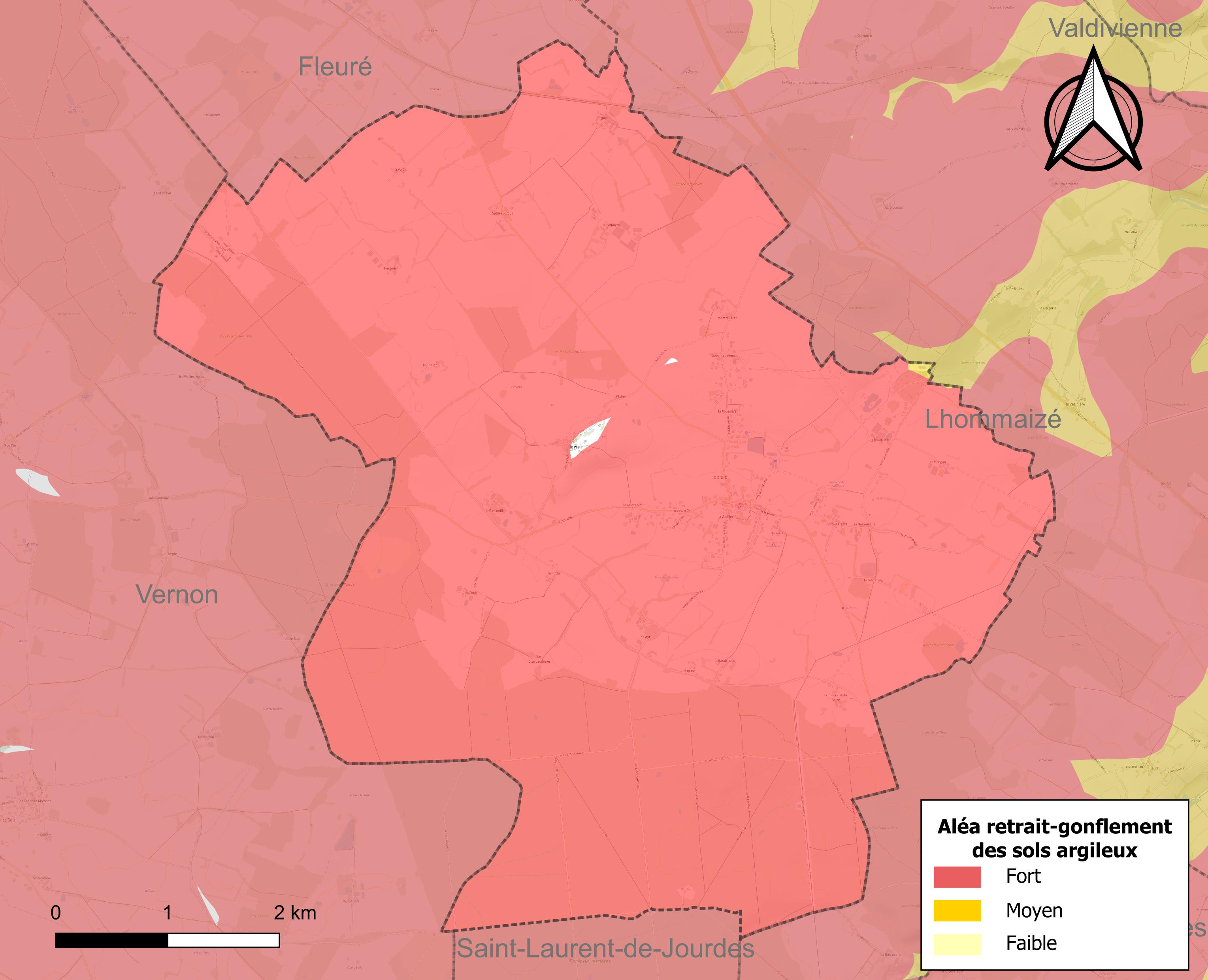
Carte des zones d'aléa retrait-gonflement des sols argileux de Dienné.

Les mouvements de terrains susceptibles de se produire sur la commune sont des affaissements et effondrements liés aux cavités souterraines (hors mines) et des tassements différentiels. Afin de mieux appréhender le risque d’affaissement de terrain, un inventaire national permet de localiser les éventuelles cavités souterraines sur la commune. Le retrait-gonflement des sols argileux est susceptible d'engendrer des dommages importants aux bâtiments en cas d’alternance de périodes de sécheresse et de pluie. 99,9 % de la superficie communale est en aléa moyen ou fort (79,5 % au niveau départemental et 48,5 % au niveau national). Depuis le 1er octobre 2020, en application de la loi ÉLAN, différentes contraintes s'imposent aux vendeurs, maîtres d'ouvrages ou constructeurs de biens situés dans une zone classée en aléa moyen ou fort,.
La commune a été reconnue en état de catastrophe naturelle au titre des dommages causés par les inondations et coulées de boue survenues en 1982, 1983, 1999 et 2010, par la sécheresse en 1991, 2003, 2011 et 2017 et par des mouvements de terrain en 1999 et 2010.

#### Risque technologique
La commune étant située dans le périmètre du plan particulier d'intervention (PPI) de 20 km autour de la centrale nucléaire de Civaux, elle est exposée au risque nucléaire. En cas d'accident nucléaire, une alerte est donnée par différents médias (sirène, sms, radio, véhicules). Dès l'alerte, les personnes habitant dans le périmètre de 2 km se mettent à l'abri. Les personnes habitant dans le périmètre de 20 km peuvent être amenées, sur ordre du préfet, à évacuer et ingérer des comprimés d’iode stable,,.

## Toponymie
Le nom du village proviendrait du latin dei qui signifie dieu, devenu au cours des temps Deinet.

## Histoire
Pendant la Seconde Guerre mondiale, la ligne de démarcation traversait la commune, du 22 juin 1940 au 1er mars 1943, laissant le chef-lieu en zone occupée et rejetant une frange orientale de son territoire en zone libre.

## Politique et administration

### Liste des maires
| Période   | Période  | Identité          | Étiquette | Qualité |
| --------- | -------- | ----------------- | --------- | ------- |
|           |          |                   |           |         |
| mars 2001 | en cours | Christian Largeau |           |         |

### Politique environnementale
Dans son palmarès 2024, le Conseil national de villes et villages fleuris de France a attribué une fleur à la commune.

### Instances judiciaires et administratives
La commune relève du tribunal d'instance de Poitiers, du tribunal de grande instance de Poitiers, de la cour d'appel  Poitiers, du tribunal pour enfants de Poitiers, du conseil de prud'hommes de Poitiers, du tribunal de commerce de Poitiers, du tribunal administratif de Poitiers et de la cour administrative d'appel  de  Bordeaux, du tribunal des pensions de Poitiers, du tribunal des affaires de la Sécurité sociale de la Vienne, de la cour d’assises de la Vienne.

## Démographie
L'évolution du nombre d'habitants est connue à travers les recensements de la population effectués dans la commune depuis 1793. Pour les communes de moins de 10 000 habitants, une enquête de recensement portant sur toute la population est réalisée tous les cinq ans, les populations de référence des années intermédiaires étant quant à elles estimées par interpolation ou extrapolation. Pour la commune, le premier recensement exhaustif entrant dans le cadre du nouveau dispositif a été réalisé en 2008.

En 2022, la commune comptait 583 habitants, en évolution de +5,23 % par rapport à 2016 (Vienne : +0,6 %, France hors Mayotte : +2,11 %).
| 1793 | 1800 | 1806 | 1821 | 1831 | 1836 | 1841 | 1846 | 1851 |
| ---- | ---- | ---- | ---- | ---- | ---- | ---- | ---- | ---- |
| 330  | 299  | 297  | 385  | 395  | 401  | 361  | 358  | 352  |

| 1856 | 1861 | 1866 | 1872 | 1876 | 1881 | 1886 | 1891 | 1896 |
| ---- | ---- | ---- | ---- | ---- | ---- | ---- | ---- | ---- |
| 378  | 370  | 387  | 400  | 402  | 415  | 404  | 409  | 428  |

| 1901 | 1906 | 1911 | 1921 | 1926 | 1931 | 1936 | 1946 | 1954 |
| ---- | ---- | ---- | ---- | ---- | ---- | ---- | ---- | ---- |
| 446  | 470  | 504  | 423  | 415  | 402  | 373  | 357  | 372  |

| 1962 | 1968 | 1975 | 1982 | 1990 | 1999 | 2006 | 2008 | 2013 |
| ---- | ---- | ---- | ---- | ---- | ---- | ---- | ---- | ---- |
| 312  | 275  | 253  | 285  | 339  | 388  | 473  | 497  | 545  |

| 2018 | 2022 | - | - | - | - | - | - | - |
| ---- | ---- | - | - | - | - | - | - | - |
| 567  | 583  | - | - | - | - | - | - | - |

En 2008, selon l’Insee, la densité de population de la commune était de 30 hab./km2 contre 61 hab./km2 pour le département, 68 hab./km2 pour la région Poitou-Charentes et 115 hab./km2 pour la France.
L'évolution des naissances et décès de 1968 à 2007 est la suivante (INSEE) :
- entre 1999 et 2007 :  53 naissances et  32 décès ;
- entre 1990 et 1999 :  42 naissances et  23  décès ;
- entre 1982 et 1990 :  45 naissances et  23 décès ;
- entre 1975 et 1982 :  16 naissances et  décès ;
- entre 1968 et 1975 :  19 naissances et 33  décès.

L'évolution des naissances et décès de 1999 à 2010 est la suivante (INSEE) :
- en 2010 :  3 naissances et  10 décès ;
- en 2009 :  6 naissances et  6 décès ;
- en 2008 :  10 naissances et  6 décès ;
- en 2007 :  8 naissances et  1 décès ;
- en 2006 :  12 naissances et  4 décès ;
- en 2005 :  8 naissances et  2 décès ;
- en 2004 :  5 naissances et  3 décès ;
- en 2003 :  8 naissances et 5 décès ;
- en 2002 :  5 naissances et  6 décès ;
- en 2001 : 4  naissances et  6 décès ;
- en 2000 :  6 naissances et  4 décès ;
- en 1999 :  5 naissances et  2 décès.

La répartition de la population de la commune par âge en 2007 est la suivante selon l'INSEE :
- de 0 à 14 ans :  109 habitants (86  en 1999) ;
- de 15 à 29 ans :  93 habitants (65 en 1999) ;
- de 30 à 44 ans :  115 habitants (111 en 1999) ;
- de 45 à 59 ans :  101 habitants (51 en 1999) ;
- de 60 à 74 ans :  40 habitants (51 en 1999) ;
- de 75 ans ou plus :  26 habitants (23 en 1999).

## Économie

### Agriculture
Selon la direction régionale de l'Alimentation, de l'Agriculture et de la Forêt de Poitou-Charentes, il n'y a plus que 10 exploitations agricoles en 2010 contre 16 en 2000.
Les surfaces agricoles utilisées ont augmenté de 8 % et sont passées de 1 297 hectares en 2000 à 1 409 hectares en 2010. Ces chiffres indiquent une concentration des terres sur un nombre plus faible d’exploitations. Cette tendance est conforme à l’évolution  constatée sur tout le département de la Vienne puisque de 2000 à 2007, chaque exploitation a gagné en moyenne 20 hectares.
39 % des surfaces agricoles sont destinées à la culture des céréales (blé tendre essentiellement mais aussi orges et maïs), 24 % pour les oléagineux (colza et tournesol), 32 % pour le fourrage et moins de 1 % reste en herbes.
Cinq exploitations en 2010 (contre huit en 2000) abritent un élevage de bovins (1 053 têtes en 2010 contre 998 en 2000). C’est un des troupeaux de bovins les plus importants de la Vienne qui rassemblent 48 000 têtes en 2011.

### Tourisme
DéfiPlanet’ à Dienné (qui a remplacé le Domaine de Dienné en 2012), est un village de vacances spécialisé dans les hébergements insolites. Celui-ci propose plus de 600 lits originaux (cabanes dans les arbres, roulottes, yourtes, maisons animaux, château dans les arbres, manoir dans les arbres) ainsi que quatre points de restauration sur site (selon saison).
DéfiPlanet' à Dienné est également un parc de loisirs proposant de pratiquer de multiples activités sportives et de loisir. On y retrouve un parc à thème sensibilisant à la sauvegarde de la planète, un parc d'accrobranche, du tir à l'arc, un centre équestre, une chasse au trésor, un mini-golf, un disc golf, etc.
Le site a enregistré sur l’année 2016, 140 0000 visiteurs, soit 20 000 visiteurs de plus qu’en 2015.

## Culture locale et patrimoine
- Église Saint-Hilaire de Dienné. Elle est inscrite à l'Inventaire général du patrimoine culturel[38].

### Patrimoine naturel
Le plateau de Fontcoudreau est situé à une dizaine de kilomètres à l’est de Gençay. Le site est à cheval sur plusieurs communes : Brion, Dienné, Saint-Laurent-de-Jourdes, Saint-Maurice-la-Clouère et de Vernon. C'est une zone naturelle d'intérêt écologique, faunistique et floristique (ZNIEFF).
Le relief du plateau est très homogène. Son altitude moyenne est de l’ordre de 130 mètres. Il est constitué de calcaires et d’argiles lacustres. Sur ces sols de « terres fortes » très argileux, tantôt saturés ou calcaires, tantôt acides et riches en cailloux et blocs de meulières, plusieurs dizaines de mares ont été créées autrefois par l’homme pour l’extraction de marne. Ces mares sont dispersées au sein d’un paysage semi-naturel où les prairies pâturées et les haies bocagères dominent, interrompues par quelques bosquets.
Elles constituent de nos jours un habitat de choix pour une faune d’amphibiens d’une diversité exceptionnelle (douze espèces différentes recensées) qui a justifié son classement et sa protection. Y ont été recensés : 
- le Triton crêté : c’est une espèce menacée dans toute l’Europe de l’Ouest. On peut le découvrir dans la quasi-totalité des mares du plateau. De fortes densités, jusqu’à plus d’une centaine d’individus sur des mares dont la surface n’excède pas quelques m2, ont pu être constatées par les naturalistes. Le Triton crêté est caractérisé par sa grande taille et sa face ventrale jaune maculée de taches noires. Cette espèce affectionne surtout les paysages ouverts tels que les prairies en zones bocagères, pourvus de mares assez profondes, bien éclairées et munies de berges en pente douce. C'est sur ces berges qu'ont lieu la ponte et le développement de ses larves. Devenus adultes, les tritons crêtés mènent une vie terrestre durant la plus grande partie de l’année en dehors des 3-4 mois que dure la période de reproduction marquée par des rituels de parade spectaculaires. Diurnes à l’état larvaires, ils deviennent nocturnes une fois adultes et se nourrissent alors de petits mollusques, de vers, de larves diverses et de têtards des autres amphibiens. D’octobre à mars, ils hivernent dans des galeries ou sous des pierres. Ils mènent, alors, une vie au ralentie au cours de laquelle ils ne se nourrissent pas. La raréfaction des paysages agricoles traditionnels avec l’arrachage des haies, les remembrements, le comblement des mares et la reconversion des prairies naturelles en cultures constituent aujourd’hui les principales menaces pesant sur l’espèce. Le maintien de réseaux de mares présentant des connexions entre elles (prairies naturelles, corridors de haies) et permettant le brassage des populations est une des conditions indispensables à sa survie ;
- le triton marbré ;
- la Rainette verte dont plus de 100 individus ont pu être comptés sur une seule mare de 100 m2 en zone bocagère ;
- le Crapaud calamite qui se reproduit quant à lui dans les prairies et les jachères inondées ;
- La Grenouille de Lesson ;
- la Pélodyte ponctué.

### Articles de Wikipédia
- Liste des communes de la Vienne
- Anciennes communes de la Vienne